# Кияни (село)
Кияни́ — село в Україні, Богодухівській міській громаді Богодухівського району Харківської області.

## Географія
Село Кияни знаходиться біля залізничної станції Гавриші. Через село протікає безіменний струмок, який через 4 км впадає в річку Сухий Мерчик. На струмку кілька загат. На відстані 1 км розташоване село Павлове, за 2 км — село Сухини. Поруч проходить автомобільна дорога Р22.

## Історія
- 1773 — дата заснування.

В історії заснування було повідано що село заснував багатій з прізвищем Киян.
Село постраждало внаслідок геноциду українського народу, проведеного урядом СССР в 1932—1933 роках, кількість встановлених жертв в Замниусах, Киянах, Скорогорівці, Сухинах, Хорунжому — 382 людей.
12 червня 2020 року, відповідно до розпорядження Кабінету Міністрів України № 725-р «Про визначення адміністративних центрів та затвердження територій територіальних громад Харківської області», село увійшло до Богодухівської міської громади.
19 липня 2020 року, в результаті адміністративно-територіальної реформи та ліквідації Богодухівського району (1923—2020), село увійшло до складу новоутвореного Богодухівського району Харківської області.

## Економіка
У селі є тракторна бригада. Ферму зруйнували.